# 1996 v športu
1996 v športu. 
 
Leto olimpijskih iger - Poletne olimpijske igre 1996, Atlanta, Georgia, ZDA

## Avto - moto šport
- Formula 1: – Damon Hill, Združeno kraljestvo, slavi svoj prvi naslov z osmimi zmagami in 97 točkami za Williams - Renault, konstruktorski naslov je šel prav tako v roke moštvu Williams - Renault z 175 osvojenimi točkami
- 500 milj Indianapolisa: slavil je Buddy Lazier, ZDA, z bolidom Reynard/Ford Cosworth, za moštvo Hemelgarn Racing[1]

## Kolesarstvo
- Tour de France 1996: Bjarne Riis, Danska
- Giro d'Italia: Pavel Tonkov, Rusija

## Košarka
- Pokal evropskih prvakov: Panathinaikos
- NBA: Chicago Bulls slavijo z 4 proti 2 v zmagah proti Seattle SuperSonics, MVP finala je Michael Jordan[2]
- Olimpijske igre, moški - zlata medalja: ZDA, srebrna ZR Jugoslavija in bronasta Litva[3]

## Nogomet
- Liga prvakov: Juventus slavi proti Ajaxu po enajstmetrovkah s 4-3, po rednem delu je bilo 1-1[4]
- Evropsko prvenstvo v nogometu - Anglija 1996: Nemčija slavi v finalu nad Češko s 2 proti 1 po podaljšku [5]

## Rokomet
- Liga prvakov: v španskem finalu je Barcelona s 46-38 premagala Bidasojo v dveh tekmah (23-15 in 23-23)[6]
- Liga prvakinj: hrvaška Podravka je s 38-37 premagala avstrijski Hypo v dveh finalnih tekmah (17-13 in 25-20)[7]

## Smučanje
- Alpsko smučanje:  
  - Svetovni pokal v alpskem smučanju, 1996: 
    - Moški:[8] Lasse Kjus, Norveška, prvi naslov
    - Ženske:[9] Katja Seizinger, Nemčija, prvi naslov

  - Svetovno prvenstvo v alpskem smučanju - Sierra Nevada 1996: Prvenstvo je bilo prvotno načrtovano za leto 1995, toda zaradi pomanjkanja snega je bilo prestavljeno za eno leto 
    - Moški:
    - Slalom: Alberto Tomba, Italija
    - Veleslalom: Alberto Tomba, Italija
    - Superveleslalom: Atle Skårdal, Norveška
    - Smuk: Patrick Ortlieb, Avstrija
    - Kombinacija: Marc Girardelli, Luksemburg
    - Ženske:
    - Slalom: Pernilla Wiberg, Švedska
    - Veleslalom: Deborah Compagnoni, Italija
    - Superveleslalom: Isolde Kostner, Italija
    - Smuk: Picabo Street, ZDA
    - Kombinacija: Pernilla Wiberg, Švedska
- Nordijsko smučanje: 
  - Svetovni pokal v smučarskih skokih 1996: 
    - Moški:[10] 1. Andreas Goldberger, Avstrija, 2. Ari-Pekka Nikkola, Finska, 3. Janne Ahonen, Finska
    - Pokal narodov: 1. Finska, 2. Japonska, 3. Avstrija

## Tenis
- Turnirji Grand Slam za moške:
  - 1. Odprto prvenstvo Avstralije: Boris Becker, Nemčija[11]
  - 2. Odprto prvenstvo Francije:  Jevgenij Kafelnikov, Rusija
  - 3. Odprto prvenstvo Anglije - Wimbledon: Richard Krajicek, Nizozemska[12]
  - 4. Odprto prvenstvo ZDA: Pete Sampras, ZDA
- Turnirji Grand Slam za ženske:
  - 1. Odprto prvenstvo Avstralije: Monica Seleš, ZDA[13]
  - 2. Odprto prvenstvo Francije: Steffi Graf, Nemčija
  - 3. Odprto prvenstvo Anglije - Wimbledon: Steffi Graf, Nemčija[14]
  - 4. Odprto prvenstvo ZDA: Steffi Graf, Nemčija
- Davisov pokal: Francija slavi s 3-2 nad Švedska[15]
- Tenis na olimpijskih igrah 1996: 
  - Moški posamično: Andre Agassi, ZDA
  - Ženske posamično: Lindsay Davenport, ZDA
  - Moški dvojice: Todd Woodbridge & Mark Woodforde, Avstralija
  - Ženske dvojice: Gigi Fernández & Mary Joe Fernández

## Hokej na ledu
- NHL - Stanleyjev pokal: Colorado Avalanche slavijo s 4 - 0 v zmagah nad Florida Panthers in osvojijo svoj prvi naslov
- SP 1996: 1. Češka, 2. Kanada, 3. ZDA[16]

## Rojstva
- 21. januar: Marco Asensio Willemsen, španski nogometaš
- 7. februar: Pierre Gasly, francoski dirkač
- 27. februar: Urh Kastelic, slovenski rokometaš
- 27. februar: Anja Javoršek, slovenska smučarska skakalka
- 12. marec: Cene Prevc, slovenski smučarski skakalec
- 20. april: Anže Lanišek, slovenski smučarski skakalec
- 23. april: Alex Márquez, španski Moto GP dirkač, brat od Marc Márqueza
- 13. junij: Kingsley Coman, francoski nogometaš
- 15. junij: Jaka Malus, slovenski rokometaš
- 18. junij: Alen Halilović, hrvaški nogometaš
- 3. september: Veronika Domjan, slovenska atletinja, metalka diska
- 7. september: Anita Horvat, slovenska atletinja v teku na 400 m
- 8. september: Tim Gajser, slovenski motokrosist
- 17. september: Esteban Ocon, francoski dirkač
- 27. september: Janez Lampič mlajši, slovenski smučarski tekač
- 8. oktober: Sara Takanaši, japonska smučarska skakalka
- 22. oktober: Johannes Høsflot Klæbo, norveški smučarski tekač
- 5. november: Tim-Kevin Ravnjak, slovenski deskar na snegu v prostem slogu
- 16. november: Gal Marguč, slovenski rokometaš
- 20. november: Blaž Janc, slovenski rokometaš

## Smrti
- 20. februar: Viktor Konovalenko, ruski hokejist (* 1938)
- 23. februar: Helmut Schön, nemški nogometaš (* 1915)
- 27. februar: Sarah Palfrey Cooke, ameriška tenisačica, (* 1912)
- 20. marec: Vladimir Brežnjev, ruski hokejist (* 1935)
- 24. marec: Sarah Margareta Thomasson, švedska alpska smučarka (* 1925)
- 11. april: Hans Beck, norveški smučarski skakalec (* 1911)
- 30. maj: William Dally ameriški veslač (* 1908)
- 15. junij: Raymond Salles, francoski veslač (* 1920)
- 12. oktober: René Lacoste, francoski tenisač (* 1904)
- 4. november: Konstantin Loktev, ruski hokejist (* 1933)
- 28. november: Don McNeill, ameriški tenisač (* 1918)
- 16. december: Sven Bergqvist, švedski hokejist in nogometaš (* 1914)
- ? 1996: Adrian Cosma, romunski rokometaš (* 1950)